# Římský senát
Římský senát byl v době republiky zřejmě nejvýznamnější institucí římského státu, přičemž senátoři, jeho členové, náleželi k nejváženějším římským občanům. Až do zrodu principátu nebyl senát obdařen zákonodárnou pravomocí, nýbrž mohl pouze schvalovat a vydávat nezávazná usnesení (senatus consultum) určená lidovým shromážděním (comitia). Přesto disponoval značným vlivem na římskou politiku. Jednalo se o oficiální orgán, jenž přijímal zahraniční vyslance a jmenoval správce provincií. Také spravoval veřejné finance, pověřoval konzuly a navrhoval diktátory v případě ohrožení státu.

## Senát v době královské
Z dob, kdy Římu vládli ještě králové, existuje o senátu jen velmi nepatrné množství zpráv a informací. Původně představoval jakýsi poradní orgán, který usměrňoval politiku krále, sám ale nedisponoval žádnými rozhodovacími pravomocemi. Podle tvrzení mnoha antických autorů měl první senát svolat Romulus, mytický zakladatel Říma. Senát, jenž se měl v době svého vzniku skládat asi ze stovky členů, tvořili podle Cicerona starší a zkušení muži (senex nebo také patres), vůdčí hlavy římských šlechtických rodů. Odtud pochází označení senátu jako „rady starších“. Vedle samotné poradní funkce vybírali senátoři také tzv. mezikrále (interrex), jak se nazýval nejvyšší správce státu po dobu od smrti dřívějšího krále po ustanovení nového. Senát plnil rovněž řadu úkolů z větší části pravděpodobně sakrálního charakteru. Teprve za krále Tarquinia Prisca, který prý dal rozšířit počet senátorů na dvojnásobek, měl senát tuto funkci postupně pozbýt, což mělo být zřejmě důsledkem vlivu Řeků. Avšak nelze ani vyloučit, že tato skutečnost nastala až mnohem později.

## Senát za republiky

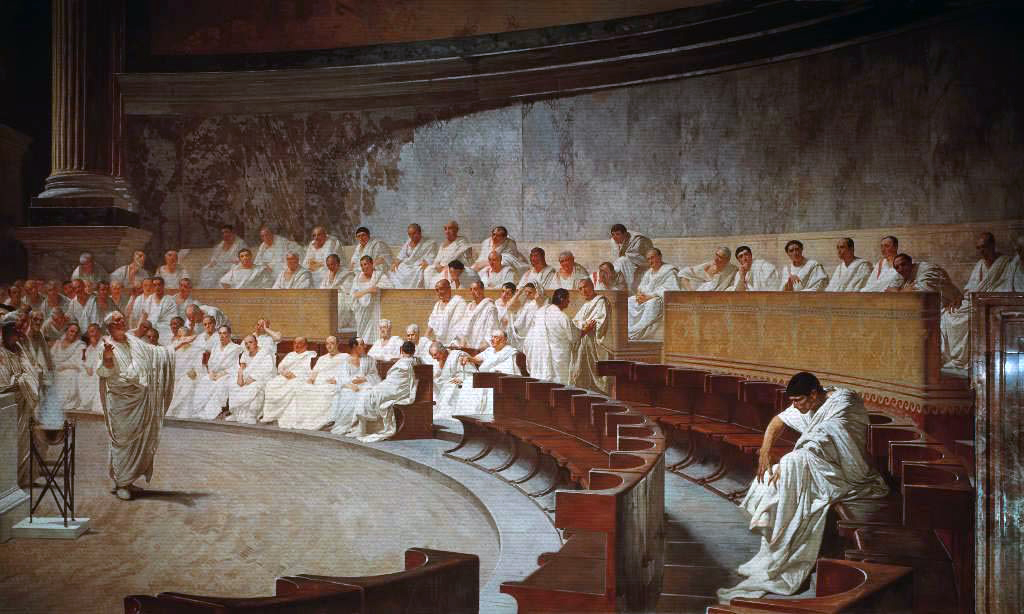
Zasedání senátu (obraz Cesara Maccariho z 19. století)

Po vyhnání králů převzal senát roli nejvyšší autority v dosud ještě nepříliš silném římském státě. V nově vzniklém systému každoročně volených úředníků (magistratury) byl senát jedinou skutečně trvalou institucí. Symbolem mimořádného významu senátu byl oděv jeho členů: bílá tunica clava s širokým pruhem v barvě purpuru a prsten (nejprve železný, pak zlatý). Magistráti byli oprávnění nosit tógu (toga praetexta v bílé barvě a taktéž s pruhem purpurové barvy). Se zřetelem k jeho tradici připadla senátu role kontrolního a vedoucího orgánu, třebaže tato jeho oprávnění nebyla žádným způsobem právně zakotvena a vyplývala čistě z jeho autority (auctoritas senatus). V dobách republiky určoval senát, jehož počet členů se přijetím několika rodů sabinského a etruského původu rozrostl na asi 300, politiku římského státu. Na starosti měl zahraniční vztahy, dále potvrzoval zákony, případně se vyjadřoval k návrhům zákonů před zahájením procesu jejich schvalování v rámci komicií (comitia), ustavoval magistráty do funkcí, rovněž mohl odvolat úředníky a v neposlední řadě spravoval státní finance (aerarium). Všechny tyto kompetence činily ze senátu klíčový a nejvýznamnější orgán římské republiky. Senát prováděl své administrativní úkony podle zvykového práva. Díky své tradici a s tím spojené autoritě působil jako ochránce mravů a pořádku a strážce starých zvyků. Pokud se někdo (Říman nebo cizinec) protivil vůli senátu, protivil se de facto vůli římského státu. Toto spojení našlo svůj výraz v oné tak často zmiňované formuli SPQR – Senatus Populusque Romanus („Senát a lid římský“). Stejně jako shromáždění comitia centuriata a comitia tributa, ale odlišně od consilia plebis, podléhalo zasedání senátu podmínce splnění určitých náboženských pravidel. Proto k němu mohlo dojít jen na zasvěceném místě, obvykle curia Hostilia, ačkoliv oslava Nového roku probíhala v chrámu Jova Nejlepšího a Největšího a v době války se zasedání konala v chrámu bohyně Bellony. Před samotným jednáním musely být vykonány modlitby, posvátné oběti a auspicia. Senát se směl scházet jen v době mezi východem a západem slunce a nesměl se sejít, pokud zasedalo některé z lidových shromáždění.
Po skončení bojů mezi patriciji a plebeji ve 4. století př. n. l. bylo majetným plebejům umožněno vstoupit do senátu, třebaže ten ještě po hodně dlouhou dobu zůstával pevně v rukou senátorů patricijského původu (patres). Teprve v pozdějších staletích byl dokončen proces splynutí patricijů a plebejských rodů, kterým bylo umožněno zastávat veřejné úřady. Jejich spojením vznikla nová vedoucí politická vrstva – nobilita. Oficiální označení senátorů nyní znělo Patres et Conscripti („Otcové a přísedící“), ačkoliv přísná kontrola naplnění podmínek vstupu do senátu, do roku 312 př. n. l. prováděná konzuly a poté censory, neurozeným jedincům značně ztěžovala možnost stát se senátory. Censor mohl také senátora zbavit členství, pokud jej shledal podezřelým z korupce, byl odsouzen k trestu smrti, případně dospěl k názoru, že senátor porušuje veřejnou morálku, znevažuje auspicie, anebo nerespektuje veto svého kolegy. Další cestou pro plebeje, jak se dostat do senátu, byl cursus honorum („cesta poct“), tedy absolvování politické kariéry skládající se z několika stupňů: quaestury, aedility, praetury a konzulátu. Již záhy se stalo tradicí, že oba konzulové byli po skončení svého funkčního období přijati za členy senátu. Tato zvyklost se postupem času stále rozšiřovala, až nakonec i zastávání pouhé quaestury poskytovalo nárok na přijetí. Počet senátorů stále narůstal. Za Sully byl senát rozšířen na 600 osob. Za Julia Caesara se toto už beztak vysoké číslo dále zvýšilo až na asi 900 lidí.
Uvnitř senátu existovala mezi jeho členy vlastní hierarchie, která byla určována jednak původem jednotlivých senátorů (například patricijové měli oproti plebejům rozšířené hlasovací právo) a jednak podle zastávaných úřadů a dosaženého věku. Mezi nejvlivnější členy senátu náleželi consulares, tedy ti senátoři, kteří zastávali úřad konzula. Jejich počet se pohyboval zhruba kolem čtyřiceti. Ten senátor, který byl do senátního alba zanesen censorem na prvním místě, byl nazýván princeps senatus („první senátor“). Předsedajícím shromáždění se stal vždy ten úředník, který dal senát svolat. Právo svolat zasedání senátorů náleželo konzulům, praetorům a později bylo přiznáno také tribunům lidu. Jednání senátu bylo veřejné a konalo se dvakrát měsíčně. Přítomnost na zasedání byla povinná, nedostavení se bylo trestáno peněžitou pokutou. V době pozdní republiky se v senátu zrodila konzervativní frakce, vedená takovými politiky jako byli Quintus Lutatius Catulus nebo Cato starší. Cicero je nazýval boni („dobří muži“) případně optimates. Tehdejší neklidná doba byla charakteristická sociálním napětím mezi frakcemi optimátů a populárů (populares). Jejich soupeření přerostlo v zuřivé střety mezi občany, násilnosti a otevřený ozbrojený boj v 1. století př. n. l. K optimátům se řadili také Lucius Cornelius Sulla a Gnaeus Pompeius Magnus, zatímco Gaius Marius, Lucius Cornelius Cinna a Gaius Julius Caesar stáli v čele populárů. Jednotliví senátoři ale nebyli stálými členy těchto frakcí, jak se někdy soudí. Politici zřejmě často měnili svoji podporu podle svého osobního postoje k různým návrhům zákonů či k vůdcům frakcí.

## Senát a císaři za principátu
Po téměř sto let trvajících občanských válkách římská republika na konci 1. století př. n. l. fakticky zanikla. Poslední pokus zachránit republiku v její někdejší podobě, po zavraždění Julia Caesara, skončil krvavou katastrofou, které padli za oběť mnozí senátoři. Když Octavianus po svém vítězství v bitvě u Actia v roce 31 př. n. l. nastolil nový řád, senátoři už mu v tom prakticky nebyli schopni nijak vážně odporovat. Nově vzniklý systém vlády, nazývaný principát, sice zdánlivě respektoval a zachovával republikánské tradice a instituce, avšak veškerá reálná moc skončila v rukou principa, tedy prvního občana ve státě. Ačkoliv senátní usnesení nabyla od nynějška sílu zákonů, čímž bylo postavení senátu a jeho členů jakoby posíleno, ve skutečnosti byla jeho moc ryze formální a iluzorní, neboť mu nezbývalo než plnit veškerá přání a rozmary císařů. Současně byl snížen počet senátorů na 600. S Octavianem udržoval senát vcelku přátelský vztah, což dokládá také fakt, že mu senátoři udělili titul Augustus („Vznešený“), jež se měl napříště stát součástí titulatury všech následujících císařů. Sám Augustus usiloval o to, aby se během své vlády opíral o podporu senátu. Pozvolnému vymírání a úpadku vlivu starých senátorských rodů se pokusil neúspěšně zamezit prosazováním manželského zákona, kterým měli být upřednostňováni ženatí senátoři a zvláště senátoři s dětmi. Na počátku 2. století už měl prý v senátu zastoupení pouze jediný starobylý patricijský rod.
Stále více členů senátu tvořili romanizovaní provinciálové, nejprve ze západu, později z Orientu a nakonec ve 3. století také z Ilýrie a z Afriky. Za vlády Septimia Severa, který mimochodem sám pocházel ze severní Afriky, reprezentovali Italové sotva polovinu členů senátu. Souběžně docházelo k úpadku vážnosti senátorů, čímž také klesal jejich zájem na účasti na zasedáních senátu, které se i nadálo konalo v Římě dvakrát do měsíce. Bývalí magistráti s titulem čestných senátorů raději odcházeli na své statky rozeseté po celé říši. První konflikt mezi císařem a senátem se objevil po smrti Augusta a nástupu Tiberia v roce 14. Ten v prvních letech své vlády úzce spolupracoval se senátem. Dokonce mu přiznával více než jen poradní funkci a přenesl na něho kompetence nyní už nesvolávaných lidových shromáždění. Tiberius formálně pouze navrhoval zákony, jejichž schválení záleželo zcela na vůli senátu. Principát byl však již natolik pevně zakořeněný, že mnoho senátorů vycházelo císaři vstříc až nepřiměřeně ochotně ba přímo patolízalsky. Tiberiovi nástupci však projevovali stále menší zájem podílet se na tomto pokryteckém divadle.

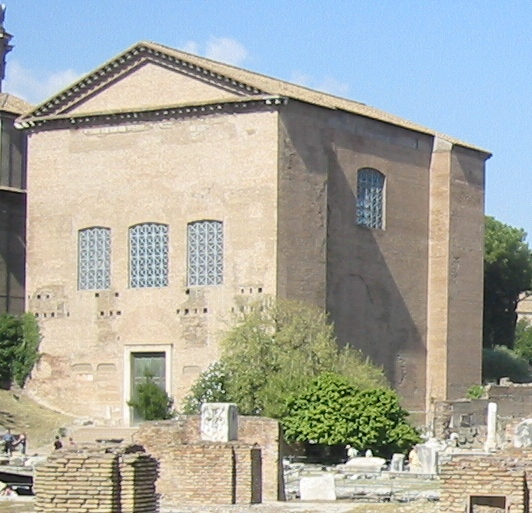
Curia Julia na Foru Romanu, sídlo římského senátu.

Po smrti Tiberia se senátoři pokusili udržet si své oprávnění potvrzovat nastupujícího císaře. Čistě formálně se tak císařové ujímali vlády nad říší teprve v momentě, kdy senát vydal patřičný zákon. Avšak stále většího významu v otázce nástupnictví nabývala spíše podpora legií než senátorů. Ti byli stále více bezmocní, třebaže se neustále snažili představovat protiváhu vzrůstajícímu vlivu vojáků. Ukázkovým příkladem těchto sporů mezi senátem a armádou byl rok 238, kdy senát po smrti obou Gordianů ustanovil za císaře dva své členy: Pupiena a Balbina. Oba císaři však byli o pouhých 99 dní později zavražděni pretoriánskou gardou. Vliv senátu v následující době silně závisel na osobnosti toho kterého císaře. V prvních stoletích císařství se našlo ještě několik vládců (jako například Vespasianus, Nerva, Marcus Aurelius nebo Alexander Severus), kteří respektovali senát a snažili se vládnout ve shodě s ním. Nicméně nejpozději od 3. století a především v období vlády vojenských císařů byla jeho moc stále více marginalizována. Kompetence senátu zůstaly nedotčeny především v těch oblastech, které neměly na osudy římské říše až tak zásadní dopad (soudnictví). Samotnou zákonodárnou pravomoc si senát sice nadále podržel, ve skutečnosti však mohli císařové vydávat zákony i bez souhlasu senátorů (takovéto zákony ale zpravidla nebyly označovány slovem lex).

## Pozdně antický senát
Kvůli trvalé nepřítomnosti většiny pozdně antických císařů v Římě měl senát příležitostně dost volného prostoru k vlastní politické seberealizaci. Přesto nebylo možné zastavit pokračující úpadek významu senátu, který tak ztratil i poslední zbytky své reálné moci. Císařové již od dob konstantinovské dynastie nevyžadovali při svém nástupu uznání senátu, a třebaže oprávnění vydávat zákony senátu nadále příslušelo, téměř je nevyužíval. Senát si udržel prakticky jedinou ze svých někdejších výsad, a to rozhodovat ve věci obžaloby svých členů v případě velezrady. Senát a senátoři ovšem stále ještě požívali značné vážnosti a ojediněle se dokonce stával místem přijímání závažných politických rozhodnutí. V době rozdělení římské říše v roce 395 již senát nebyl ničím víc než pouhou městskou radou města Říma, neboť od časů Konstantina Velikého sídlil senát také v Konstantinopoli. Ten pak zřejmě za vlády Constantia II. získal stejná privilegia jako jeho západní vzor. Italští senátoři ale zřejmě převyšovali své východní kolegy svým původem a majetkem. Kromě toho byl římský senát i nadále pokládán za symbol či ztělesnění velikosti a slávy Říma. Některé mocné rody, jako například Aniciové, byly zastoupeny v obou polovinách říše a vytvářely tak určitý sjednocující prvek. Na východě stejně jako na západě se senátoři členili do několika různých hodností: clarissimi, spectabiles a illustres. V 5. století se senát stal fakticky shromážděním nejvyšších aktivních a bývalých císařských úředníků a čítal stěží více než 100 členů. Až do porážky uzurpátora Eugenia v roce 394 představoval senát v Římě také útočiště stoupenců starořímských, pohanských tradic, ačkoliv stále více jeho příslušníků vyznávalo křesťanství. Nejznámější pohanští senátoři na konci 4. století byli Quintus Aurelius Symmachus, Virius Nicomachus Flavianus a Vettius Agorius Praetextatus. Po Eugeniově sesazení ale pohanští tradicionalisté rychle upadli do bezvýznamnosti, když Theodosius I. další uctívání bohů zakázal. S těmito událostmi je spojeno také definitivní odstranění oltáře bohyně Victorie z budovy senátu.
Pozoruhodnou skutečností byl fakt, že navzdory zániku západořímské říše v roce 476 senát v Římě nadále existoval. Senát přetrval takřka celé bouřlivé období 6. století, i když jeho postavení za nově nastolené germánské vlády po pádu říše není zcela jasné. Zřejmě hlavně zpočátku úspěšně spolupracoval s novými germánskými pány Itálie. Ještě za Odoakera nebo Theodoricha byla senátorům potvrzena jejich privilegia a byly raženy mince s iniciálami SC (senatus consultum). I nyní byli jmenováni konzulové – jeden na východě a jeden v Itálii. Tím mělo být navozeno alespoň formální zdání jednoty říše. Po roce 534, kdy byl zahájen východořímský útok proti Ostrogótům v Itálii, už nejsou známy žádné zmínky o jmenování konzulů na západě. Náročná a dlouhá válka mezi Góty a východními Římany uštědřila italským senátorům poslední ránu. Když dal císař Justinián I. po svém vítězství v roce 554 zrušit v Itálii všechny úřady zastávané dosud senátory, význam senátu rapidně poklesl. Vpádem Langobardů na Apeninský poloostrov o několik let později (568) byl pak jeho osud definitivně zpečetěn. Posledním údajem prokazujícím existenci senátu bylo vyslání dvou delegací římských senátorů k císařskému soudu do Konstantinopole za vlády Tiberia II. Konstantina v letech 578 a 580. Senát je také zmiňován ještě při příležitosti nástupu papeže Řehoře Velikého. Od roku 542 přestali být jmenováni konzulové také v Konstantinopoli (konečný zánik tohoto úřadu se ale datuje až do 8. či 9. století). Senát v byzantské říši však přetrval až do jejího konce. Ovšem východořímská senátorská aristokracie vymizela na počátku 7. století v důsledku Fokovy tyranie a vpádu Arabů. Její místo zaujaly nově se rodící byzantské šlechtické rody, které ale postrádaly povědomí o někdejším významu senátu a klasické vzdělání, jež byly pro antické senátory typické. Byzantský senát tudíž připomínal svůj antický vzor jen velmi vzdáleně.

## Vybrané kompetence senátu

### Usnesení senátu
Senátní usnesení (senatus consultum, zkráceně SC), příležitostně označováno také jako decretum nebo sententia, bylo nařízení, které senát po proběhlé rozpravě a schválení uděloval úředníkům. Teoreticky nebylo takové usnesení nijak závazné, v dobách republiky se ale sotvakdo odvážil vzpírat se takovému příkazu, neboť nerespektování výslovné vůle patricijů resp. nobility by v podstatě mělo za následek konec kariéry příslušného úředníka. Přesto občas docházelo k tomu, že nějakému usnesení senátu stály v cestě určité zákonné překážky. Tak například tribun lidu mohl uplatnit své právo veta. Takto postižené usnesení se následně změnilo v pouhé doporučení (senatus auctoritas). Po schválení bylo usnesení senátu sepsáno a uloženo v Saturnově chrámu, ve kterém spočíval také státní poklad. Méně důležité písemnosti, jako třeba protokoly, nepříliš významné projevy a další podobné dokumenty byly uschovány ve státním archivu nazývaném tabularium. Senátoři byli povinni předložit schválené usnesení veřejnosti. Od dob Caesara byla usnesení vyvěšována na Foru Romanu, kde k nim měli přístup všichni občané. Od 2. století př. n. l. se navíc vyskytovalo tzv. senatus consultum ultimum, tedy zvláštní usnesení senátu, které vybranému úředníkovi propůjčovalo na určitou dobu mimořádné pravomoci. Takovéto opatření mělo za následek, že už bylo jen zřídkakdy nutné jmenovat diktátora. Oběma zvoleným konzulům tak mohla být přiznána neomezená moc na celé jejich roční funkční období. Zákonnost takovéhoto postupu, v němž senát vystupoval jako nejvyšší rozhodující orgán (zatímco teoreticky náležela taková funkce různým druhům lidových shromáždění), byla ale přinejmenším sporná. Za císařství docházelo stále řidčeji k přijímání usnesení senátu nezávisle na vůli císaře. Poslední známá zmínka o přijetí usnesení z vlastní iniciativy senátu je z roku 178 a týkala se nové zákonné úpravy dědického práva, konkrétně dědění dětí po smrti jejich matky (senatus consultum Orfitianum, orfanus = sirotek).

### Soudní pravomoc senátu
V roce 4 př. n. l. přiznal Augustus senátu právo projednávat v příslušných soudních komisích případy repetundae (obžaloba správců provincií kvůli nezákonnému přivlastnění si majetku) a maiestas (obžaloba z velezrady). Augustus chtěl tímto způsobem zamezit poklesu významu senátu. K řízení de repetundis docházelo poměrně často, neboť místodržitelé provincií nebyli ve své lakomosti a vykořisťování prakticky nijak omezováni zákonem. Velmi známá je žaloba proti Marcu Priscovi, správci Afriky, jíž popsal ve svých dopisech Plinius mladší. Tacitus i Plinius v této souvislosti hovoří o značné míře korupce v řadách správců provincií. Průběh procesu odpovídal obvyklému postupu při soudním řízení: Vždy dva senátoři byli určeni k obžalobě resp. k obhajobě. Po třídenním projednávání dané záležitosti přednesli všichni čtyři senátoři své závěrečné řeči. Poté se konzulové případně prokonzulé poradili ohledně provinění dotčené osoby a na závěr řízení byl obžalovaný buď odsouzen nebo osvobozen.
S obžalobami z velezrady jsme dnes obeznámeni méně. Samotný pojem velezrady Římané vztahovali na velice široký počet případů. Senát prokazatelně rozhodoval v záležitostech, jež se týkaly jak pokusy o ozbrojený převrat tak i údajnou velezradou pro nošení mincí s císařovým portrétem na toaletu. Teoreticky tak mohl být z velezrady obžalován téměř každý. Zvůle císařů dosáhla v tomto směru svého vrcholu za vlády Tiberia a Nerona, kdy byly takto připraveny o život stovky lidí. V oblasti soukromého práva měl senát již za republiky jisté možnosti uplatňování vlastní soudní pravomoci. Z dob republiky je znám rovněž jeden případ, kdy senát sloužil jako soudní orgán v záležitosti velezrady. Když se Catilina neúspěšně pokusil o státní převrat, byl souzen právě senátem. Různí tehdejší vysoce postavení politikové toto jednání kritizovali jako nezákonné, nicméně popravě Catiliny a jeho stoupenců tím nezabránili.